# شهرستان گانلوو
شهرستان گانلوو (به لاتین: Ganluo County) یک منطقهٔ مسکونی در چین است که در لیانگشان یای واقع شده‌است.